# Юньґан
40°06′35″ пн. ш. 113°07′20″ сх. д. / 40.10972° пн. ш. 113.12222° сх. д.
Юньґан (雲岡石窟, «Храм захмарних вершин») — комплекс печер, які знаходиться біля південного підніжжя гір Ужоу в 16 км на захід від м.Датун (провінція Шаньсі).

## Історія
Початок створення Юньґанських печер датується 453 роком, більшість печер і статуй були висічені протягом 40 років. Основна частина творів у Юньґан створена в 490—494 роках, часи династії Північна Вей. Печера № 5, створена в початковий період. Колосальна статуя Будди Амітабхи з печери № 20, створена в 460—493 роках.

## Опис
Печери розташовані на схилах гір і тягнуться на 1 км. До теперішнього часу збереглися 45 печер, більше 252 ніш, 51 тис. кам'яних скульптур. Висота найбільшої статуї будди становить 17 м, а найменшої — 2 см. У печерах зображення буддійських святих, багатирів, небесних музикантів, що летять, і танцівниць неймовірно виразні. Барельєф на колонах храмів вишуканий і майстерний і поєднує прийоми реалістичного мистецтва часів правління династій Цінь і Хань з романтичним стилем династії Тан. Іконографічна програма печер при всій численності форм і типів фігур композиційно повторюється і представляє типово махаянський (дашен) образотворчий комплекс сутр (цзін) з незліченними буддами (фо) і бодхисатв (пуса).
Споруда Юньґана урочиста і велична, а її вміст дуже насичений в релігійному відношенні. Юньґан увінчаний короною кам'яного скульптурного мистецтва Китаю 5 ст. Висікання статуй розділене на три стадії: рання, середня і пізня, а скульптури мають різні ознаки і особливості. Статуя з печери № 5 прекрасні, усе дихає достовірністю і простотою. Статую Будди Амітабхи створено з пісковику. Вона заввишки близька 14 м, й мала колись багатоярусний фасад, що повторює давньокитайські архітектурні конструкції, включаючи черепичний дах на кронштейнах. Архаїчна незграбність тіл і фігур при колосальності масштабів узгоджується з дещо ваговитим лінійним декором, позначеним неглибокою насічкою.
Печери середнього періоду славляться в світі витонченістю і обрядовою насиченістю декору, відображаючи характерні риси мистецтва часів династії Північна Вей. На пізній стадії печери стали менші в об'ємі, а зображення фігур тоншими і досконалішими, природнішими в своїх пропорціях. Це зразки скульптурного мистецтва північного Китаю. Крім того, в храмах є скульптури із зображенням музикантів і танцівниць, що відображають популярність буддизму того часу, реальне життя і побут в епоху Північної Вей.

## Значення
У грудні 2001 року Юньґанський пещерно-храмовий комплекс був включений до «Списку всесвітньої культурної і природної спадщини». Комітет світової спадщини ЮНЕСКО констатував: «Юньґанські печери є зразком китайського печерного мистецтва буддизму періоду V—VI ст. Серед них печера № 5 гідна називатися художнім шедевром початкового періоду створення китайсько-буддійського мистецтва».
Храмові комплекси Юньґан знаходяться в одному ряду з такими ж потужними печерними комплексами буддистів Китаю, як Лунмень і Моґао, будучи однією з відомих у світі скарбниць кам'яного скульптурного мистецтва.
У комплексі Юньґанських печер образотворчими засобами зафіксована історичний шлях розвитку буддійського мистецтва Індії і Середньої Азії в Китаї, відображається процес популяризації і національного освоєння технології створення буддійських скульптур в Китаї. У Юньґанських храмах різні стилі, що представлені в скульптурах і статуях, злилися воєдино і сформувався власний — юньґанський стиль, який демонструє перелом у розвитку китайського буддійського мистецтва. Статуї в печерах Дуньхуана і Лунменя, створені в період Північної Вей, різною мірою зазнали на собі вплив Юньґана.
Кам'яні печери Юньґана збагачують печерне мистецтво. На середній стадії існування цієї пам'ятки з'явилися скульптури у вигляді китайської палацової архітектури, для яких були розгорнуті ніші китайської форми. Композиція і декор печер на пізній стадії помітно виявляють традиційний китайський стиль у створенні печерно-храмового комплексу.